# 休达边境围栏

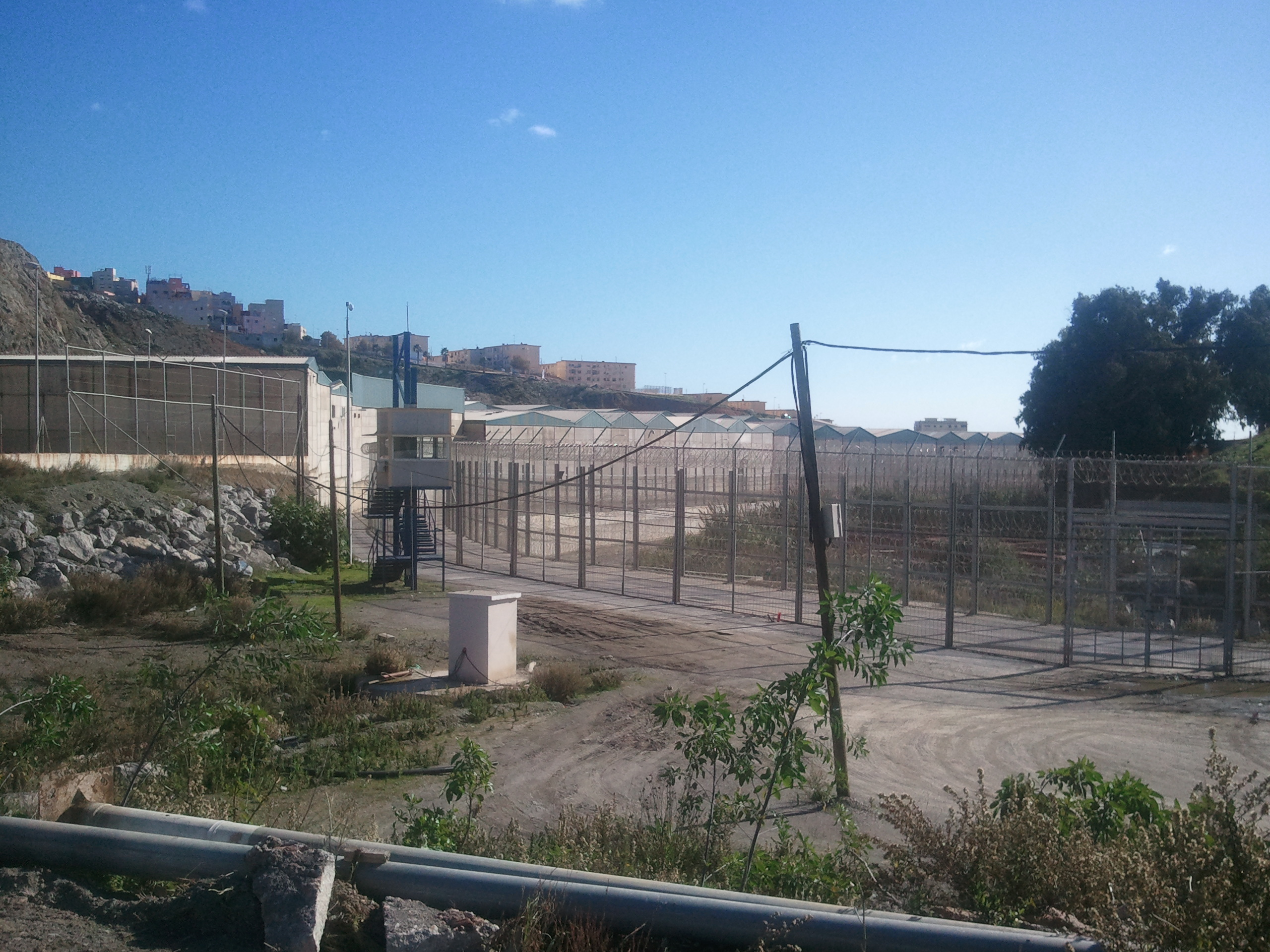
边境围栏

休达边境围栏（西班牙語：Valla de Ceuta）是西班牙在其北非城市休达与摩洛哥的边界处所建造的边境围栏，其目的是为了防止走私犯及非法移民以休达为跳板进入欧洲。不过由于摩洛哥不承认西班牙对休达的主权并坚持认为休达为本国领土，因此对该围栏的建设持反对态度。休达目前是西班牙的一部分，亦是欧盟的一部分，该市与梅利利亚和摩洛哥的边界是欧洲国家与非洲国家唯二的陆上边界。